# Sophrosyne murrayi
Sophrosyne murrayi är en kräftdjursart som beskrevs av Stebbing 1888. Sophrosyne murrayi ingår i släktet Sophrosyne och familjen Uristidae. Inga underarter finns listade i Catalogue of Life.